# 말비나 코프론
말비나 코프론(폴란드어: Malwina Kopron, 1994년 11월 16일~)은 폴란드의 육상 선수로 주 종목은 해머던지기이다. 2020년 하계 올림픽 여자 해머던지기 종목에서 동메달을 획득했으며 세계 선수권 대회에서 동메달 1개를 획득했다.